# Zuberbier (Orgelbauer)
Die Zuberbier waren eine im 18. und 19. Jahrhundert tätige Orgelbauerfamilie im Anhaltischen und im Hannoverschen.
- Adolph Zuberbier (1776–1856)
  - Orgel in Mosigkau (1828)[1][2]
  - Hausorgel im Schloss Mosigkau (1837)[3]
  - Orgel in Cörmigk (Anhalt) (1838–1842)[4][5]
  - Orgel in Rehsen (1841–1846)[6][7]
  - Umbau der Orgel aus Wörlitz für Einbau in Mildensee (1809–1810)[8]
  - Orgel in Wörlitz[9]
  - Begutachtung der Orgel in der Kirche in Priorau (1821)
  - Begutachtung der Orgel in der Kirche Jüdenberg (1846)

- David Zuberbier (Bernburg)
  - Orgel in der Schlosskirche Bernburg (1731–1733)[10]

- Johann Andreas Zuberbier (Rinteln) (1725–1785)
  - Orgel in Wennigsen (1753)
  - Orgel in Dudensen, ursprünglich Kloster Mariensee (1754)
  - Orgel in Goltern (1752)
  - Orgel der St.-Petri-Kirche in Steinwedel (1769)[11]
  - Orgel in Barsinghausen (1777)
  - Orgel in Gehrden (1777)[12]

- Johann Christoph Zuberbier (Dessau)
  - Orgel in der Schlosskapelle Köthen (1747) – um 1878/79 entfernt / Verbleib unbekannt[13][14]
  - Orgel in Erkerode (1747)
  - Orgel in der Kreuzkirche Klieken (1754)
  - Orgel in Thurau (1754)[15][14]
  - Orgel in der Sankt-Nikolai-Kirche in Untermaschwitz (1770)[16]

- Johann Friedrich Leberecht Zuberbier
- Eduard Zuberbier (Dessau)[17]
  - Orgel in Thießen (1835)[18]
  - Orgel in Wörpen, aus der Patronatskirche Neeken umgesetzt
  - Orgel im Bethaus Chörau (1857)[19]

- Zuberbier (ohne Angabe des Vornamens, nur mit Ort: Dessau bzw. Köthen)
  - Reparatur der Orgel der Kirche St. Agnus (Köthen) (1734)[20]
  - Orgel in der Stadtkirche Oranienbaum (1766–1767)[21]
  - Orgel in Gossa (1783)[22]
  - Orgel in Riesigk (1800–1801)[23]
  - Reparatur der Orgel in Radegast (1805, 1822) – nicht erhalten[24]
  - Reparatur der Orgel in Quellendorf (1824–1826)[25]
  - Orgel in Gröbzig (1825)[26]
  - Orgel der Kleinen Kirche in Oranienbaum (1834)[27]
  - Orgel in Zehbitz (1841)[28]
  - Orgel in Wadendorf (1852–1853) – nicht erhalten[29]
  - Orgel in Libbesdorf (1866)[30]
  - Orgel in Thurland (1868)[31]
  - Orgel in St. Nicolai (Steckby)